# Thomas Manning
Thomas Manning (Broome (Norfolk), 8 november 1772 - Bath, 2 mei 1840) was een excentrieke Britse oriëntalist, die erin slaagde om als eerste Brit (en de enige in bijna 100 jaar) de Tibetaanse hoofdstad Lhasa te bezoeken.

## Levensloop
Manning studeerde aanvankelijk in Cambridge, en kreeg daar een passie voor China. Hij verhuisde daarom naar Parijs, waar de belangrijkste oriëntalisten van Europa zich op dat moment bevonden.
In 1806 vertrok Manning naar Azië, en kwam terecht bij het kantoor van de Britse Oost-Indische Compagnie in Kanton. De restricties die aan Europeanen in China werden gesteld werden hem echter te veel, en hij vertrok naar Calcutta met de bedoeling vertegenwoordiger van de compagnie in Lhasa te worden en zo China 'via de achterdeur' te bezoeken. De lokale bestuurders van de compagnie weigerden zijn plannen, maar op persoonlijke titel vertrok Manning toch.
In september 1811 vertrok Manning met een Chinese bediende via Bhutan naar Tibet. Een gift van twee flessen brandy leverde hem de vriendschap van een Chinese generaal op, die hem een aanbeveling voor Lhasa gaf. Manning had twee ontmoetingen met de nog slechts zeven jaar oude, negende dalai lama:

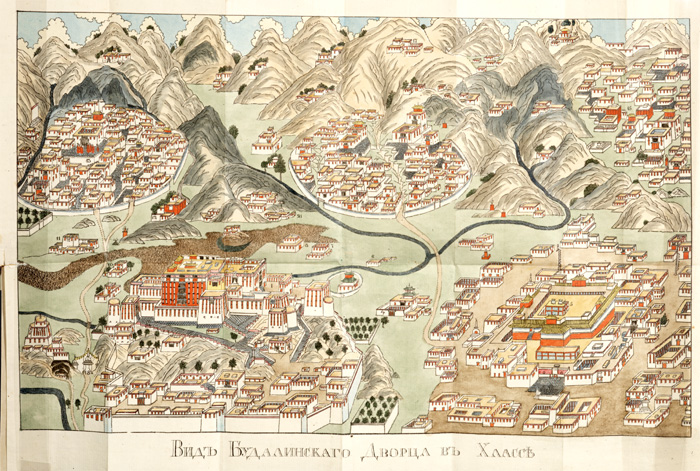
Kaart van Lhasa omstreeks 1812 van Nikita Yakovlevich Bichurin, hoofd van de Russisch-orthodoxe missie in China

Het buitengewoon prachtige en interessante gezicht van de lama trok al mijn aandacht. Hij had de eenvoudige, niet aangeleerde, maar vanzelfsprekende manieren van een goed opgevoede prins. Zijn gelaatsuitdrukking was  prachtig. Hij had  een vrolijke en opgewekte aanwezigheid. Ik was buitengewoon ontroerd door dit onderhoud met de lama. Ik had wel kunnen wenen door deze vreemde gevoelens
Na een tweede onderhoud met de dalai lama beschrijft hij deze echter als erg bleek en in slechte gezondheid.
In zijn reisverslag uit Manning zijn bewondering voor het Potala, maar daar houdt de waardering voor de stad Lhasa wel op. Hij beschrijft - net als latere Europese en Japanse bezoekers- het volledig ontbreken van ook maar enig besef van hygiëne en de - in zijn opvatting - onvoorstelbare smerigheid van de stad, die 100 jaar later door Ekai Kawaguchi nog als een metropolis of filth werd benoemd.
De Chinese ambans hielden Manning constant in het oog en maakten hem duidelijk dat hij in hun ogen niet welkom was. In april 1812 besloot hij daarom naar India terug te keren. In juni was hij terug in Calcutta waar hij verslag deed over zijn reis. In 1817 keerde hij terug naar Engeland.
Manning publiceerde zelf niets over zijn reis. Het verhaal werd uiteindelijk in 1876 gepubliceerd door Clements Robert Markham, de secretaris van de Royal Geographical Society. Het werk werd uitgebracht onder de titel  Narratives of the Mission of Georges Bogle to Tibet and of the Journey of Thomas Manning to Lhasa.  Dit boek was later de inspiratie van Sarat Chandra Das (1847-1917) voor zijn interesse in Tibet.